# Führer-Flakregiment
Das Führer-Flakregiment war ein Flugabwehrverband der deutschen Luftwaffe im Zweiten Weltkrieg.

## Auftrag und Geschichte
Das Regiment wurde am 1. Oktober 1944 aufgestellt, sein Stammpersonal wurde dafür aus der IV. Abteilung des Fallschirm-Flakregiments „Hermann Göring“ herausgelöst. Das Regiment hatte ursprünglich die Aufgabe, die Sonderzüge Hitlers, des Reichsaußenministers, des Wehrmachtführungsstabes und des Reichsführers SS zu schützen. Einsatz und Unterstellung des Regiments sind für die ersten Wochen ihres Bestehens nicht bekannt. Entweder sind diese Unterlagen verschollen oder sie unterlagen zu diesem Zeitpunkt der Geheimhaltung. Erst ab Januar 1945 ist die erste Überlieferung über den Einsatz des Führer-Flakregiments zu finden. Darin ist unter anderem vermerkt, dass die II. Abteilung am 13. Januar 1945 in den Raum Baranow verlegt werden sollte. Die Reste dieses Regiments, darunter die I. Abteilung, wurden dann an die Ostfront befohlen, um u. a. in Südostpreußen die Winteroffensive der Roten Armee zu stoppen. Teile des Regiments kämpften auch an der Seite der 24. Panzer-Division. Reste des Regiments sollen sich anschließend nach einer letzten Bescheinigung vom 30. April 1945 in den noch nicht besetzten Teilen Bayerns und Tirols befunden haben. Kommandeur war bis Kriegsende Major Karl-Gerd Roth.

## Gliederung und Bewaffnung
I. Abteilung:
- 1.–4. Batterie mit je 6 Geschützen 8,8-cm-FlaK 41
- 5. Batterie mit 12 Geschützen 3,7-cm-FlaK 43
- 6. Batterie mit 12 Geschützen 2,0-cm-Flak-Vierling 38

II. Abteilung:
- 7.–10. Batterie mit je 6 Geschützen 8,8-cm-FlaK 18/36/37
- 11. Batterie mit 12 Geschützen 3,7-cm-Flak auf Selbstfahrlafette
- 12. Batterie mit 12 Geschützen 2,0-cm-Flak auf Selbstfahrlafette

Zusätzlich verfügte das Regiment noch über fünf leichte Flakzüge; mit dieser Feuerkraft war es eines der am stärksten bewaffneten Flakregimenter überhaupt. Die Sonderzüge waren zusätzlich zu den genannten Geschützen noch mit vier Geschützen vom Typ 2,0-cm-Flak-Vierling gesichert, Hitlers Sonderzug auch mit vier Geschützen 2,0-cm und zwei Geschützen vom Typ 2,0-cm-Einrohrflak.